# V344 Carinae
Désignations
V344 Carinae, également désignée f Carinae, est une étoile variable de quatrième magnitude de la constellation australe de la Carène. Historiquement, elle était mentionnée dans l'Almageste, ce qui suggère qu'à l'époque de la publication de l'ouvrage, durant l'Antiquité, elle était plus brillante qu'actuellement.
D'après la mesure de sa parallaxe annuelle par le satellite Hipparcos, l'étoile est distante d'environ ∼ 610 a.l. (∼ 187 pc) de la Terre. Elle s'éloigne du Système solaire à une vitesse radiale d'environ +27 km/s.
V344 Carinae est une étoile bleu-blanc de la séquence principale de type spectral B3V(n). C'est une étoile Be, c'est-à-dire une étoile qui tourne rapidement sur elle-même et qui abrite un disque circumstellaire de gaz chauffés en rotation. Elle apparaît comme une étoile Be photométriquement variable, avec une magnitude visuelle qui varie entre 4,4 et 4,51, et elle a été classée comme une variable de type γ Cassiopeiae.
L'étoile est âgée d'environ 32 millions d'années et elle tourne en effet rapidement sur elle-même à une vitesse de rotation projetée de 268 km/s. Elle est sept fois plus massive que le Soleil et son rayon est trois fois plus grand que le rayon solaire. L'étoile est environ 2 300 fois plus lumineuse que le Soleil et sa température de surface est de 17 660 K.